# Morrenia odorata
Morrenia odorata là một loài thực vật có hoa trong họ La bố ma. Loài này được (Hook. & Arn.) Lindl. mô tả khoa học đầu tiên năm 1838.

## Hình ảnh

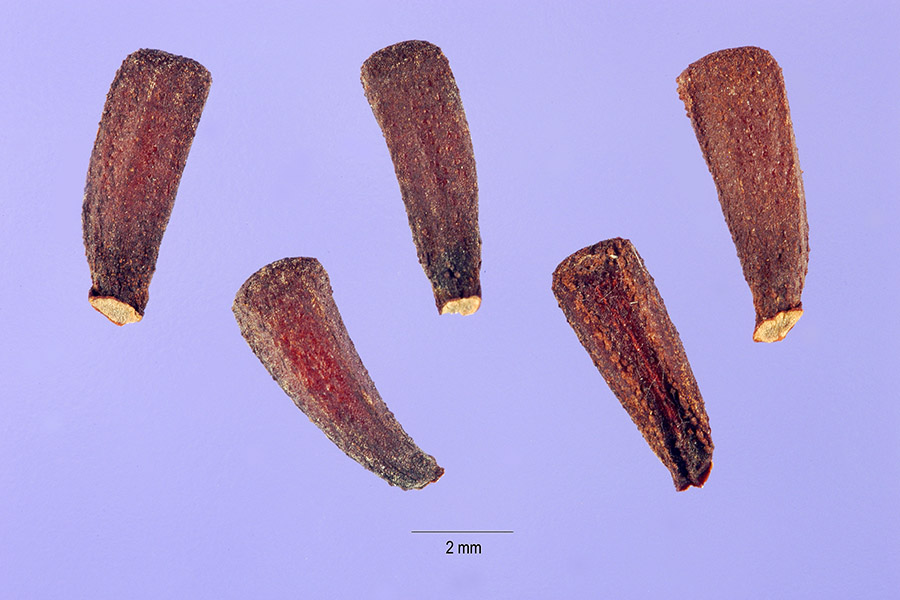
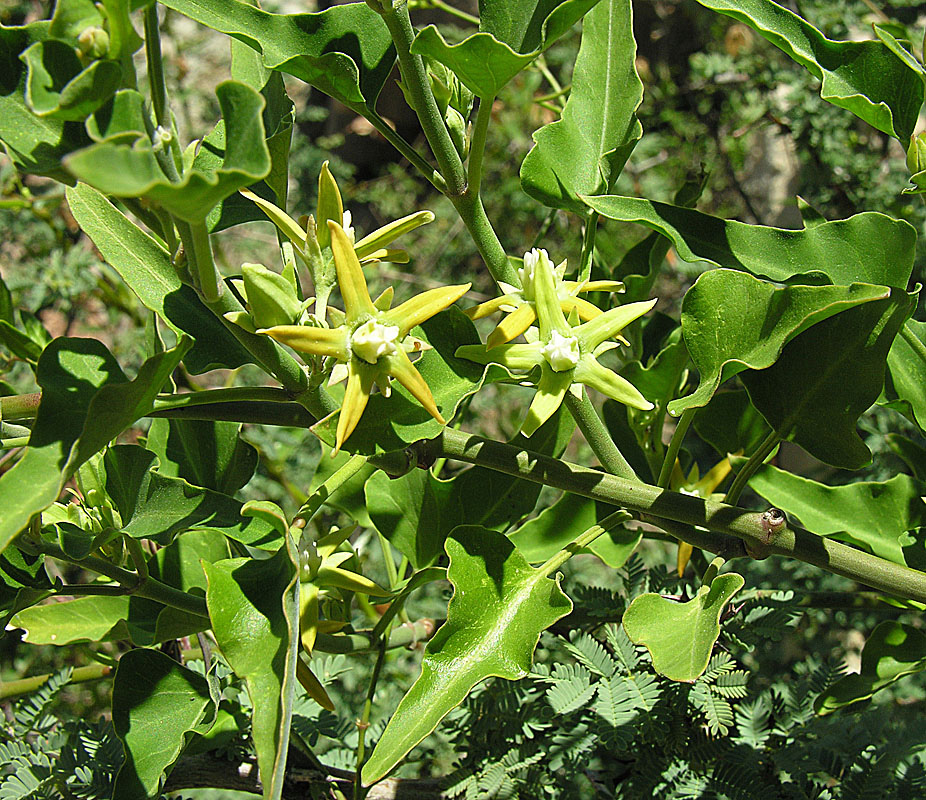